# Plateumaris tenuicornis
Plateumaris tenuicornis is een keversoort uit de familie bladkevers (Chrysomelidae). De wetenschappelijke naam van de soort werd in 1934 gepubliceerd door Balthasar.